# Karl Sommer (Maler)

Selbstporträt von 1931

Karl Sommer (* 4. Januar 1905 in Braunschweig; † seit 16. Januar 1943 vermisst in Russland) war ein deutscher Maler.

## Leben und Werk
Sommer absolvierte von 1920 bis 1925 eine Malerausbildung. Er war unter anderem Schüler von Adolf Quensen an der Städtischen Handwerker- und Kunstgewerbeschule Braunschweig. Seine Ausbildung schloss er als Meisterschüler ab. Von 1925 bis 1927 arbeitete er zunächst als Dekorationsmaler für verschiedene Braunschweiger Unternehmen. Von 1928 bis 1930 war Sommer Leiter der Kirchenmalwerkstatt in Hirschberg im Riesengebirge, bevor er 1930 wieder nach Braunschweig zurückkehrte und dort seine Meisterprüfung als Dekorationsmaler ablegte. Anschließend arbeitete Sommer freischaffend. 1931 bis 1934 war er Mitglied des Künstlerbundes Niedersachsen und nahm an einigen von dessen Ausstellungen teil, wo er mit avantgardistischen Werken vertreten war. Sein expressionistisches Gemälde Kinderspielplatz (Öl auf Pappe, 1931, 78 × 60 cm) wurde 1937 als „entartete Kunst“ aus dem Herzog Anton Ulrich-Museum Braunschweig beschlagnahmt und von 1938 bis 1941 auf der Wanderausstellung „Entartete Kunst“ in acht Städten präsentiert. Sein Verbleib ist ungeklärt.
1932 stellte Sommer zusammen mit seiner Ehefrau Hildegard Sommer-Peters im Städtischen Museum Braunschweig aus. In den Jahren 1935 bis 1943 war Sommer Mitglied des Braunschweiger Künstlerbundes und nahm an den Ausstellungen teil.
1933 stellte er in der von Otto Ralfs gegründeten Gesellschaft der Freunde junger Kunst unter anderem zusammen mit Josef Albers, Rolf Cavael und seiner Frau aus. Sommer erhielt ab ca. 1935 zahlreiche öffentliche Aufträge, so 1935/36 die Außenmauer des nach einem Entwurf von Hans Bernhard Reichow erbauten Bekleidungsamtes des Reichsarbeitsdienstes in Braunschweig, heute Hochschule für Bildende Künste, mit Sgraffiti zu verzieren. 1936 folgten Arbeiten an Häusern der vom Regime erbauten Siedlung Lehndorf. Im selben Jahr schuf Sommer das Wandgemälde Alles für Deutschland im Speisesaal der Braunschweigischen Kohlen-Bergwerke (BKB) in Helmstedt (heute Energy from Waste). 1936/37 malte er das Gebäude des Flughafens Waggum aus. 1938 fertigte Sommer das Wandgemälde Ostkolonisation für die gerade neu errichtete Gebietsführerschule der Hitlerjugend „Peter Frieß“ in Querum, heute Ortsteil von Braunschweig, an. Letzte Arbeiten waren ebenfalls 1938 ein Sgraffito am neuen „Luftwaffenlazarett“ (dem heutigen Städtisches Klinikum Braunschweig). 1943 war Sommer – obwohl bereits vermisst – mit Werken auf der ersten Gaukunstausstellung im Herzog Anton Ulrich-Museum vertreten.
Sommer war seit 1940 Soldat und wird seit Januar 1943 in Russland vermisst.

## Familie
Am 14. Juni 1929 heiratete Karl Sommer die Malerin Hildegard Sommer-Peters (1908–1981), mit der er zwei Kinder hatte.